# 横田村 (岩手県)
横田村（よこたむら）は、1954年（昭和29年）まで岩手県気仙郡に存在していた村である。現在の陸前高田市横田町にあたる。

## 地理
- 河川：気仙川

## 沿革
- 1889年（明治22年）4月1日 - 町村制施行に伴い、旧来の横田村単独で村制施行。
- 1955年（昭和30年）1月1日 - 高田町・気仙町・広田町・小友村・竹駒村・矢作村・米崎村と合併し、陸前高田市となる。

## 行政

### 歴代村長
| 代 | 氏名         | 就任                       | 退任                       | 備考 |
| -- | ------------ | -------------------------- | -------------------------- | ---- |
| 1  | 泉田倉治     | 1889年（明治22年）         | 1892年（明治25年）1月8日   |      |
| 2  | 菅野忠右ェ門 | 1892年（明治25年）1月9日   | 1899年（明治32年）12月25日 |      |
| 3  | 萩原兼吉     | 1899年（明治32年）12月26日 | 1912年（明治45年）2月19日  |      |
| 4  | 遠山勇徳     | 1912年（明治45年）2月21日  | 1916年（大正5年）2月20日   |      |
| 5  | 渡辺新右ェ門 | 1916年（大正5年）7月29日   | 1923年（大正12年）7月23日  |      |
| 6  | 渡辺栄三郎   | 1924年（大正13年）4月19日  | 1924年（大正13年）12月3日  |      |
| 7  | 神原秀三郎   | 1924年（大正13年）12月4日  | 1936年（昭和11年）12月3日  |      |
| 8  | 渡辺梅治     | 1937年（昭和12年）2月27日  | 1941年（昭和16年）2月26日  |      |
| 9  | 伊藤弥惣治   | 1941年（昭和16年）3月20日  | 1945年（昭和20年）3月19日  |      |
| 10 | 荒木力       | 1945年（昭和20年）4月5日   | 1946年（昭和21年）12月6日  |      |
| 11 | 萩原久米治郎 | 1946年（昭和21年）12月7日  | 1947年（昭和22年）4月5日   |      |
| 12 | 畠山良治     | 1947年（昭和22年）4月6日   | 1954年（昭和29年）12月31日 |      |